# Centro Científico Tecnológico Salta-Jujuy
El Centro Científico Tecnológico Salta (CCT Salta-Jujuy) es un centro argentino de investigación y desarrollo del CONICET que agrupa a diferentes institutos de las provincias de Salta y Jujuy. Fue creado por la resolución del CONICET n.º 2418 del 13 de octubre de 2010.

## Unidades ejecutoras
Está conformado por las siguientes Unidades Ejecutoras:
- Instituto de Bio y Geociencias del Noroeste Argentino (IBIGEO)
- Investigaciones en Ciencias Sociales y Humanidades (ICSOH)
- Instituto de Ecorregiones Andinas (INECOA)
- Instituto de Investigaciones en Energía No Convencional (INENCO)
- Instituto de Investigaciones para la Industria Química (INIQUI)
- Instituto de Patología Experimental (IPE)
- Unidad Ejecutora en Ciencias Sociales Regionales y Humanidades (UE CISOR)
- Instituto de Datación y Arqueometría (INDYA)